# عظم غربالي
العظم الغربالي (بالإنجليزية: Ethmoid bone)‏ هو أحد عظام الجمجمة، يفصل جوف الأنف عن الدماغ. يشكل العظم الغربالي جزءاً من سقف جوف الأنف ويقع بين جوفي الحجاج. وهو عظم مفرد، يتوضع مركزياً بين عظام الوجه. يمكن تشبيهه بالميزان ذو الكفتين أو حرف T. سمي بهذا الاسم لأن الصفيحة المصفوية فيه تتميز بوجود ثقوب تشبه ثقوب الغربال. عادة ما يوصف مع مجموعة عظام القحف الدماغي على الرغم من أن معظمه يسهم في تشكيل القحف الحشوي. يساهم العظم الغربالي في تشكيل كل من :
- الحفرة القحفية الأمامية في قاعدة القحف.
- جوف الأنف.
- جوف الحجاج.

يحمل العظم الغربالي خلايا غربالية عديدة تسمى الجيوب الغربالية، تنقسم حسب توضعها إلى: أمامية ومتوسطة وخلفية.

## أقسام العظم الغربالي

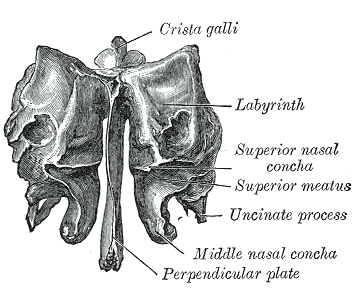
العظم الغربالي على شكل حرف T

تنتظم الصفائح العظمية للعظم الغربالي على شكل حرف T، تشكل فرعه القائم: الصفيحة العمودية (بالإنجليزية: Perpendicular plate)‏, وتشكل فرعه الأفقي: الصفيحة المصفوية (بالإنجليزية: Cribriform plate)‏, تتدلى من الصفيحة المصفوية على جانبي الصفيحة العمودية كتلتان لكل منهما شكل مكعب، وتسميان: التيهين الغرباليين (بالإنجليزية: Ethmoidal labyrinths)‏.
وهكذا يُميز في العظم الغربالي ثلاثة أقسام هي:
- الصفيحة العمودية:

تقع على الخط الناصف، توجد ضمن الأنف تماماً. وغالباً ما تكون مائلة نحو إحدى الجهتين، تسهم في تشكيل حاجز الأنف كما أنها تشكل الجدار الأنسي لجوف الأنف.
- الصفيحة الأفقية المثقبة (المصفوية):

صفيحة رباعية تقع بين الثقبة العوراء للعظم الجبهي في الأمام والمَلْحَم الوَتِدِي (بالإنجليزية: jugum)‏ في الخلف. تثقبها فتحات تشبه ثقوب الغربال (ومن هنا اسم العظم الغربالي حيث المشتق من اللغة الإغريقية : Ethmos غربال، وEidos شكل) تمر من هذه الثقوب حزم العصب الشمي (نحو 20 حزمة) في كل من الجانبين.
للصفيحة المصفوية وجهان علوي وسفلي.
يساهم الوجه العلوي في تشكيل أرضية الحفرة القحفية الأمامية. ويبرز من الخط الناصف للوجه العلوي ناتئ في جوف القحف يسمى عرف الديك (بالإنجليزية: Crista galli)‏ (ينسبه البعض إلى أنه امتداد للصفيحة العمودية للغربالي)، ويقسم هذا الوجه العلوي إلى قسمين، يحتفر في كل منهما ثلم تسكنه البصلة الشمية التي تغادرها حزم العصب الشمي (العصب القحفي الأول) لتخترق ثقوب الصفيحة المصفوية. تتميز من هذه الثقوب ثقبة يصل عبرها العصب الغربالي الأمامي إلى جوف الأنف.
يساهم الوجه السفلي في تشكيل سقف جوف الأنف.
عرف الديك (بالإنجليزية: Crista galli)‏: توصف له ثلاثة حواف، أمامية وخلفية وسفلية، الحافة الأمامية عمودية ويتبارز من أسفلها ناتئان صغيران ينفرجان ويشكلان الحدود الخلفية للثقبة العوراء Foramen cecum, ويسميان جناحي عرف الديك. الحافة الخلفية تنحدر إلى الأسفل والخلف وتصل حتى الحافة الخلفية للصفيحة المصفوية، ويرتبط بها منجل المخ. الحافة السفلية تلتحم بالصفيحة المصفوية.
- الكتلتين الجانبيتين (التيه الغربالي):

وهو عبارة عن جسمين معلقين بجانبي الصفيحة المصفوية، كل منهما مثقبة بمجموعة ثقوب أي أنهما عبارة عن خلايا عظمية هوائية تسمى الخلايا الغربالية. يساهمان في تشكيل الجدار الوحشي لجوف الأنف.
يوصف للتيه الغربالي شكل المكعب ويكون له ستة وجوه:
الوجه العلوي: تحتفره خلايا غربالية تقابل مثيلاتها الكائنة في الوجه السفلي لمحيط الثلمة الغربالية للجبهي، ويحوي هذا الوجه ثلمين أمامي وخلفي يمتدان من الوحشي إلى الإنسي. ويقابلان الثلمين الكائنين على الوجه السفلي لمحيط الثلمة الغربالية للجبهي، فيتحولان بذلك إلى نفقين غرباليين أمامي وخلفي ينفتحان على الجدار الإنسي للحجاج في مستوى الدرز الغربالي الجبهي ويشكلان ممرين للعصبين والأوعية الغربالية الأمامية والخلفية.
الوجه الخلفي : يتمفصل مع الوجه الأمامي للعظم الوتدي، ويحوي خلايا غربالية.
الوجه السفلي: وجه ضيق يحوي خلايا غربالية ويتمفصل في الأمام مع الوجه الأنفي للفكي وفي الخلف مع الناتئ الحجاجي للعظم الحنكي.
الوجه الأمامي: يحوي خلايا غربالية ويتمفصل مع الناتئ الجبهي للفكي ومع العظم الدمعي .
الوجه الوحشي: وجه أملس له شكل صفيحة عظمية رقيقة ورباعية تسمى الصفيحة الحجاجية Lamina orbitalis, التي تشكل قسماً من الجدار الإنسي للحجاج.
الوجه الإنسي: وجه غير منتظم يسهم في تشكيل الجدار الوحشي لجوف الأنف وتبرز منه صفيحتان عظميتان هما:
القرين الأنفي العلوي: يقع فوق النصف الخلفي للقرين الأوسط وخلفه، وتمتد نهايته الخلفية حتى الحد الخلفي للتيه الغربالي، ويكوّن الجدار العلوي الإنسي للصماخ الأنفي العلوي Superior nasal meatus. يوجد فوق القرين وخلفه قليلاً منخفض يسمى الردب الوتدي الغربالي حيث تنفتح فوهة الجيب الوتدي.
القرين الأنفي الأوسط Middle nasal concha: ينشأ على طول الوجه الإنسي للتيه الغربالي، وتمتد نهايته الأمامية متجاوزة الحد الأمامي للتيه الغربالي فتتمفصل مع العرف الغربالي الكائن على الوجه الداخلي للناتئ الجبهي الفكي، كما تمتد نهايته الخلفية متجاوزة الحد الخلفي للتيه الغربالي فتتمفصل مع العرف الغربالي للعظم الحنكي الكائن على الوجه الإنسي للصفيحة العمودية للعظم الحنكي. يكوّن القرين الأوسط الجدار العلوي للصماخ الأنفي الأوسط Middle nasal meatus .
تحت كل قرين يوجد فراغ هو الصماخ أي يوجد:
صماخ علوي.
صماخ أوسط.
صماخ سفلي.(يتوضع تحت القرين الأنفي السفلي Inferior nasal concha والذي يعد عظم مستقل)
تنفتح الجيوب الهوائية على الأصمخة السابقة الذكر.

## معرض صور

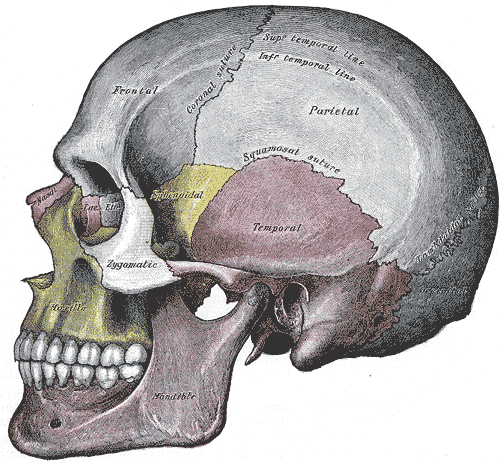
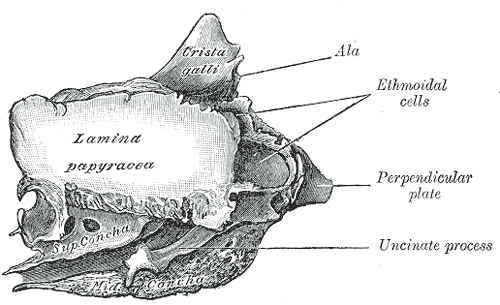
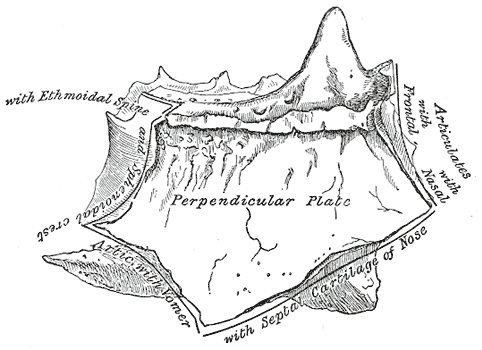
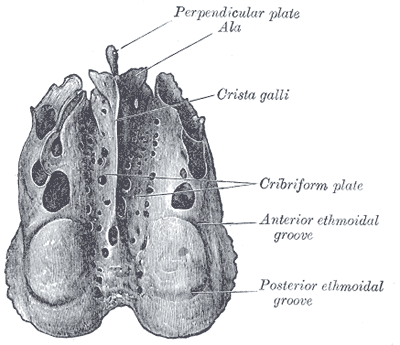